# 山名学
山名 学（やまな まなぶ、1965年6月8日 - ）は、日本のゲームクリエイター、プログラマ。東京都品川区出身。日本大学生産工学部数理工学科卒。

## 来歴
高校在学中に、高校生の内藤寛がプログラマーとしてアンプルソフトウェアでアルバイトしていることを特集したNHKのテレビ番組を観て、同社に応募してアルバイトでMSX向けゲームの開発に関わる。内藤とはのちに『ドラゴンクエストシリーズ』をともに手掛ける。この時の上司であった板倉雄一郎の会社ザップの起業に協力し、幾つかのMSX向けゲーム制作とPC向けゲーム制作を行う。
大学入学後の1986年同社を退社し、チュンソフトに入社。ドラゴンクエストシリーズのメインプログラムを担当。『ドラゴンクエストIV 導かれし者たち』（ファミコン版）でバトルシステムのAIシステムを構築する。1991年大学卒業と共にチュンソフト取締役開発部長に就任。翌年発売した『ドラゴンクエストV 天空の花嫁』を最後にチュンソフトを退社。のちにハートビートを設立しドラゴンクエストシリーズのプログラミング業務を引き継ぐ。
2000年に『ドラゴンクエストVII エデンの戦士たち』で第4回文化庁メディア芸術祭インタラクティブ部門大賞を受賞する。
2002年にハートビートの業務を縮小して新会社ジニアス・ソノリティを設立し、代表取締役社長を務める。ポケットモンスターシリーズ周辺のゲーム制作を手掛ける。
2012年にハートビートの活動再開を発表した。

## 参加作品
- スーパードリンカー (MSX)
- コスモエクスプローラー (MSX)
- ランボー (PC-8801)
- ランボー (FM-7)
- ドラゴンクエストIII そして伝説へ…：プログラム
- ドラゴンクエストIV 導かれし者たち：メインプログラム
- 弟切草：プログラムディレクション
- ドラゴンクエストV 天空の花嫁：ディレクション
- ドラゴンクエストVI 幻の大地：ディレクション、メインプログラム
- スーパーファミコン ドラゴンクエストIII そして伝説へ…：メインプログラム
- ドラゴンクエストVII エデンの戦士たち：ディレクション、プログラムディレクション&プログラム
- ドラゴンクエストIV 導かれし者たち（プレイステーション版）：プログラムディレクション
- ポケモンコロシアム：ディレクション
- ポケモンXD 闇の旋風ダーク・ルギア：ディレクション
- ポケモントローゼ：ディレクション
- ポケモンバトルレボリューション：ディレクション
- ドラゴンクエストソード：プロダクションプロデューサー
- DS文学全集：プロデューサー
- ティンカー・ベル：エグゼクティブプロデューサー
- 大人の恋愛小説 DSハーレクインセレクション
- バトル&ゲット! ポケモンタイピングDS：ディレクター
- 電波人間のRPG：ディレクター、プロデューサー
- 電波人間のRPG2：ゲームデザイン、ディレクション、プロデューサー
- 電波人間のRPG3：ゲームデザイン、ディレクション、プロデューサー
- ポケモンバトルトローゼ
- 電波人間のRPG FREE!：ゲームデザイン、ディレクション、プロデューサー
- ポケとる：ディレクション[2]
- New 電波人間のRPG：ゲームデザイン、ディレクション、プロデューサー
- ようこそ!ポケモンカフェ 〜まぜまぜパズル〜（旧：Pokémon Café Mix）：ゲームデザイナー
- New 電波人間のRPG FREE!：ゲームデザイン、ディレクション、プロデューサー